# Ilja Iljin
Ilja Aleksandrowicz Iljin (ros. Илья Александрович Ильин; ur. 24 maja 1988 w Kyzyłordzie) – kazachski sztangista, czterokrotny mistrz świata.

## Kariera
Pierwszy sukces w karierze osiągnął w 2005 roku, kiedy zwyciężył w wadze lekkociężkiej (do 85 kg) podczas mistrzostw świata w Dosze. Pokonał tam Chińczyka Lu Yonga i Rosjanina Asłambieka Edijewa. Wynik ten, tym razem w wadze średniociężkiej (do 94 kg), powtórzył na mistrzostwach świata w Santo Domingo w 2006 roku, wyprzedzając Szymona Kołeckiego z Polski i Rosjanina Romana Konstantinowa. Kolejny medal na imprezie tego cyklu zdobył w 2011 roku ponownie zwyciężając w wadze średniociężkiej podczas mistrzostw świata w Paryżu. Zwycięstwo odniósł również na mistrzostwach świata w Ałmaty w 2014 roku, gdzie był najlepszy w wadze ciężkiej, pokonując Ruslana Nurudinova z Uzbekistanu i Rosjanina Dawida Bedżaniana.
Iljin zdobył ponadto złote medale w wadze średniociężkiej na igrzyskach azjatyckich w Dosze w 2006 roku i rozgrywanych cztery lata później igrzyskach azjatyckich w Kantonie.
Rekordzista świata w dwuboju z wynikiem 418 kg (185 kg – rwanie, 233 kg – podrzut), rekordzista świata w podrzucie – 233 kg w wadze do 94 kg, oraz 242 kg w wadze do 105 kg.

## Doping
Kazach zdobył też złote medale w wadze średniociężkiej na igrzyskach olimpijskich w Pekinie w 2008 roku i rozgrywanych cztery lata później igrzyskach w Londynie. W 2016 roku, po ponownym przebadaniu próbek krwi, okazało się, że Ilja Iljin stosował doping w latach 2008 i 2012. Nie dopuszczono go do startu na igrzyskach olimpijskich w Rio de Janeiro i zobowiązano do zwrotu obu medali olimpijskich. Został też zdyskwalifikowany na 2 lata (do 10 czerwca 2018) dzięki potraktowaniu jego dwóch incydentów dopingowych jako jednego, jednakże ze względu na nałożoną na całą Kazachską reprezentację w podnoszeniu ciężarów dyskwalifikację, jego powrót na podesty był możliwy dopiero po 19 października 2018 roku, co jednakże nie przeszkodziło mu w staraniach o kwalifikację na Letnie Igrzyska Olimpijskie 2020.

## Wyniki
| Rok  | Zawody               | Miasto        | Miejsce         | Kategoria | Wynik  |
| ---- | -------------------- | ------------- | --------------- | --------- | ------ |
| 2005 | Mistrzostwa świata   | Doha          | 1               | do 85 kg  | 386 kg |
| 2006 | Mistrzostwa świata   | Santo Domingo | 1               | do 94 kg  | 392 kg |
| 2008 | Igrzyska olimpijskie | Pekin         | dyskwalifikacja | do 94 kg  | 406 kg |
| 2011 | Mistrzostwa świata   | Paryż         | 1               | do 94 kg  | 407 kg |
| 2012 | Igrzyska olimpijskie | Londyn        | 1               | do 94 kg  | 418 kg |
| 2014 | Mistrzostwa świata   | Ałmaty        | 1               | do 105 kg | 432 kg |